# Focke-Wulf Fw 187
Focke-Wulf Fw 187 Falke – prototyp niemieckiego dwusilnikowego myśliwca z wytwórni Focke-Wulf.

## Historia
Inżynier Kurt Tank, dyrektor techniczny w wytwórni Focke-Wulf, w 1935 r. rozpoczął badania nad zagadnieniem jednomiejscowego dwusilnikowego myśliwca. W założeniach konstruktora miała to być maszyna przewyższająca osiągami istniejące wówczas konstrukcje. Prace były prowadzone wyłącznie z inicjatywy zakładów Focke-Wulf, Reichsluftfahrtministerium (RLM) w tym czasie nie było zainteresowane budową tego typu maszyny. Nowy projekt został zaprezentowany na wystawie w 1936 r. w Berlin-Schönefeld. Przedstawiono tam koncepcję samolotu z dwoma silnikami DB 600, który rozwijałby prędkość maksymalną ok. 560 km/h i byłby szybszy od jednosilnikowego Messerschmitta Bf 109. Projekt został przedstawiony Oberstowi Wolframowi von Richthofenowi, szefowi Działu Rozwoju RLM. Zdecydował on o przyznaniu środków na budowę trzech prototypów, do napędu których miano zastosować słabsze silniki Jumo 210. Pierwszy prototyp Fw 187V1 (ze znakami D-AXAK) został oblatany 10 kwietnia 1937 roku przez samego Kurta Tanka. Dalsze badania prowadził pilot doświadczalny Hans Sander. Maszyna osiągnęła prędkość 525 km/h, co było lepszym wynikiem od jednosilnikowych Bf 109B-2 i He 112.
Wkrótce potem 14 czerwca 1937 roku oblatano drugi prototyp V2 (D-AZAX, następnie D-AANA), a w kolejnym roku trzeci V3 (D-AODE), w którym zamontowano silniki Junkers Jumo 210G. Zmiana szefa Działu Rozwoju RLM na Ernsta Udeta spowodowała zmianę koncepcji budowy samolotu, miał być przebudowany na silnie uzbrojony dwuosobowy samolot klasy Zerstörer. Zamówienie rozszerzono na budowę kolejnych trzech egzemplarzy samolotu, zgodnych z nowymi wymaganiami. W samolocie wprowadzono istotne zmiany – przesunięto ku tyłowi kadłuba zbiornik paliwa, skrócono gondole silnikowe oraz dodano dwa działka kal. 20 mm. Maszyna, oznaczona jako Fw 187 V4 (D-ORHP), została oblatana w październiku 1938 roku. Konstrukcję trapiły problemy techniczne. Prototypy V3 i V4 zostały uszkodzone podczas przymusowego lądowania po pożarze silników. V1 rozbił się zaś 14 maja 1938 roku z powodu błędu pilota; zginął pilotujący go oblatywacz Paul Bauer. Próby V4 w Rechlinie wypadły jednak pomyślnie i zdecydowano się na zamówienie pięciu samolotów wersji przedprodukcyjnej z silnikami Jumo, a także prototypu i trzech maszyn przedseryjnych Fw 187B-0 z mocniejszymi silnikami Daimler-Benz DB 601A. Do września 1939 r. zbudowano pięć egzemplarzy serii przedprodukcyjnej Fw 187A-0, z tego pierwszy przeznaczony był do badań statycznych, a jeden oznaczony był jako prototyp V6. We wrześniu 1939 roku program rozwoju samolotu został jednak anulowany przez władze, gdyż w produkcji znajdował się już samolot tej klasy z silnikami DB 601 Messerschmitt Bf 110. Ukończono jedynie prototyp V5 (nr fabr. 1976), na którym zamontowano silniki DB 601, dzięki czemu samolot osiągnął prędkość 635 km/h. Pomimo bardzo dobrych osiągów RLM uznało, że samolot klasy Zerstörer bez tylnego strzelca nie ma racji bytu na ówczesnym polu walki. Uznawane jest to przez niektórych autorów za błąd, gdyż Fw 187, projektowany od początku jako myśliwiec i dzięki temu lżejszy oraz dysponujący lepszymi osiągami od Bf 110, mógłby z większym powodzeniem służyć jako myśliwiec eskortowy dalekiego zasięgu dla bombowców podczas bitwy o Anglię.
Cztery maszyny serii przedprodukcyjnej zostały wykorzystane bojowo przez Luftwaffe w 1940 roku do obrony zakładów Focke-Wulf w Bremie w ramach „Industrie-Schutzstaffel”. Po rozformowaniu tego oddziału, w sierpniu 1940 roku trzy samoloty zostały skierowane do zapasowego dywizjonu ciężkich myśliwców stacjonującego w Danii i używanego do szkolenia. Dwa Fw 189A-0 zostały rozbite w wypadkach (w lipcu 1940 i kwietniu 1941 roku). W późniejszych latach testowano je m.in. w Norwegii oraz w ramach prac nad myśliwcem Focke-Wulf Ta 154. Samoloty serii przedprodukcyjnej wykorzystano w działaniach Ministerstwo Propagandy Rzeszy, które publikowało ich zdjęcia jako dowód na wprowadzenie do służby w Luftwaffe kolejnego ciężkiego myśliwca.

## Konstrukcja
Dwusilnikowy samolot myśliwski w układzie dolnopłata o konstrukcji metalowej. Kadłub o konstrukcji skorupowej. W celu zminimalizowana oporu aerodynamicznego jego przekrój poprzeczny został zminimalizowany do sylwetki pilota o średnim wzroście. Kabina pilota, wyposażona w odsuwaną do tyłu osłonę, została zminimalizowana do tego stopnia, że część przyrządów z deski rozdzielczej (obrotomierze, manometry i inne przyrządy związane z pracą silników) umieszczono na wewnętrznych pokrywach osłon silników. Płat dwudźwigarowy, trójczęściowy złożony z centropłata i części zewnętrznych, na których znajdowały się lotki i klapy. W części środkowej znajdowały się integralne zbiorniki paliwa. Podwozie trójpunktowe z goleniami głównymi chowanymi w gondole silników i kółkiem ogonowym. Koła główne częściowo wystawały z osłon, zabezpieczające je przed uszkodzeniem podczas przymusowego lądowania. Napęd stanowiły (w prototypie Fw 187 V1) silniki Jumo 210Da o mocy startowej 680 KM (500 kW), napędzające trójłopatowe śmigła Junkers-Hamilton o zmiennym skoku. W wersji przedprodukcyjnej uzbrojenie składało się z dwóch działek MG FF kalibru 20 mm i czterech karabinów maszynowych MG 17 kalibru 7,9 mm.